# جائزة كريستيان ديتريش جرابه
جائزة كريستيان ديتريش جرابه Christian-Dietrich-Grabbe-Preis هي جائزة أدبية في مجال الكتابة المسرحية, تمنحها مدينة ديتمولد تخليدا لذكرى ابنها الكاتب المسرحي كريستيان ديتريش جرابه. وتنمحها مدينة ديتمولد بالتعاون مع جمعية جرابه, واتحاد ليبه Lippe الإقليمي.

## تاريخ
قد أنشأت الجائزة في عام 1994, وتمنح كل ثلاث سنوات, لعمل مسرحي متميز يكون ذو أثر على المسرح الألماني. ويمنح الحائز على الجائزة مكافأة مالية قدرها 5000 يورو, بالإضافة إلى عرض مسرحيته على خشبة مسرح ديتمولد.
‌